# Gottlob Wiedebein

Bildnis des Hofkapellmeisters Johann Gottlieb Wiedebein (1779–1854) von Johann Baese

Gottlob Wiedebein (* 21. Juli 1779 in Eilenstedt; † 17. April 1854 in Braunschweig) war ein deutscher Kapellmeister und Komponist.

## Leben
Der aus einer Kantorenfamilie stammende Wiedebein absolvierte eine Musikausbildung bei seinem Onkel in Braunschweig, der als Organist an der dortigen Brüdernkirche tätig war. Weiterhin studierte er bei dem Komponisten Johann Gottfried Schwanberger Musiktheorie und Komposition. Seinem 1804 verstorbenen Onkel folgte er als Organist nach. Am 1. Juni 1810 kam er für drei Monate nach Wien, wo er mit Ludwig van Beethoven zusammentraf, der ihm zuvor von einem Wechsel nach Wien abgeraten hatte.
Im Jahre 1816 wurde Wiedebein Leiter der Herzoglichen Hofkapelle in Braunschweig und übernahm im Folgejahr die musikalische Leitung des von August Klingemann gegründeten „Nationaltheaters“. Während eines Aufenthaltes in Venedig und Rom im Jahre 1820 studierte er italienische Opern- und Oratorienmusik. Der theaterbegeisterte junge Herzog Karl II. ernannte ihn 1824 zum Hofkapellmeister und beauftragte ihn mit der Anwerbung von Sängern für das 1826 neu gegründete „Herzogliche Hoftheater“. Wiedebein bereiste dazu Dresden, München und Wien. Er führte 1820 Rossinis Barbier von Sevilla, am 17. Januar 1822 den Freischütz und 1826 Fidelio erstmals in Braunschweig auf und machte das dortige Publikum mit den Werken Beethovens bekannt.
Wiedebein ging 1832 aus gesundheitlichen Gründen in den Ruhestand und starb 1854 in Braunschweig. Nach ihm wurde die Wiedebeinstraße im Westlichen Ringgebiet in Braunschweig benannt.

## Werke (Auswahl)
9 Lieder mit Begleitung des Piano-Forte (Braunschweig, 1826):
- An Wina (Text von Jean Paul)
- An *** (Anonymus)
- An Lina (Jean Paul)
- Petrarca's fünftes Sonnett (Winfried)
- Immer mehr (Johann Peter Eckermann)
- Gretchens Klage (Goethe)
- Wonne der Wehmuth (Goethe) für zwei Soprane und Klavier (Kanon)
- Treulieb (Ludwig Tieck) für zwei Soprane und Alt ohne Begleitung
- Das Vergissmeinnicht (Friedrich Konrad Griepenkerl)

Huldigungsouvertüre für Orchester, 1823.